# Baltimore/Washington International Thurgood Marshall Airport
Baltimore/Washington International Thurgood Marshall Airport (IATA: BWI, ICAO: KBWI) is een luchthaven in Linthicum (Maryland), 16 kilometer ten zuiden van Baltimore en 48 kilometer ten noorden van het centrum van Washington, D.C. De luchthaven wordt vaak kortweg BWI genoemd.
BWI is de belangrijkste luchthaven voor low-cost-vluchten in de Baltimore-Washingtonmetropool. In 2007 waren er 296.268 vluchten op BWI en 21,04 miljoen passagiers maakten gebruik van de luchthaven. De belangrijkste luchtvaartmaatschappijen op BWI zijn Southwest Airlines (52,5% van de passagiers in 2007), AirTran Airways (11,82%), Delta Air Lines (6,56%), United Airlines (6,44%) en US Airways (6,40%). Internationale vluchten worden uitgevoerd door Air Canada, Air Canada Jazz, Air Jamaica, British Airways en USA3000 Airlines. De luchthaven wordt ook gebruikt door de Amerikaanse strijdkrachten om troepen per vliegtuig te vervoeren naar bestemmingen over de hele wereld.

## Geschiedenis
BWI begon als militair vliegveld en opende in 1950 als commerciële luchthaven onder de naam Friendship International Airport. Begin jaren 70 werd de luchthaven gemoderniseerd en uitgebreid en in 1973 kreeg het de nieuwe naam Baltimore/Washington International Airport. De luchthaven werd in 2005 vernoemd naar Thurgood Marshall, de eerste Afro-Amerikaanse rechter van het Amerikaanse Hooggerechtshof.
In 1980 werd het treinstation van de luchthaven geopend. Hiermee werd BWI de eerste luchthaven in de VS met een eigen intercitystation. De luchthaven is per trein bereikbaar vanuit Baltimore (binnen ongeveer 10 minuten) en Washington, D.C. (binnen ongeveer een half uur). In 1997 werd een lightrailstation toegevoegd, het zuidelijkste station van Baltimores lightrailnetwerk.
BWI was in de jaren 90 een belangrijke hub van US Airways maar door de financiële moeilijkheden van deze luchtvaartmaatschappij in het begin van de jaren 2000 heeft US Airways haar aanwezigheid op BWI drastisch moeten terugschroeven. 

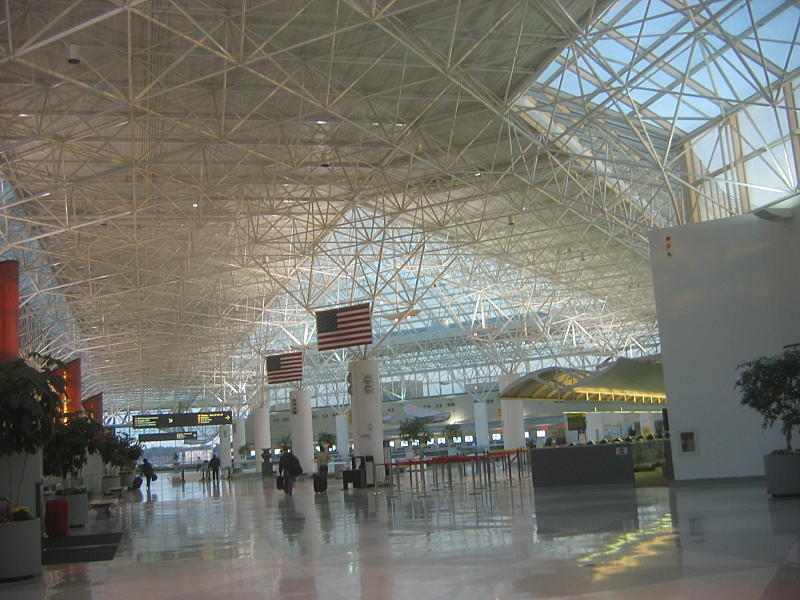
Terminal op BWI